# Мы путь осветим
«Мы путь осветим» (англ. We Light the Way) — пятый эпизод первого сезона фантастического телесериала «Дом Дракона», снятый режиссёром Клэр Килнер. Его премьера состоялась 18 сентября 2022 года. Это последняя серия шоу, в которой появляются актрисы Милли Олкок и Эмили Кэри. Названием эпизода стал девиз дома Хайтауэров.

## Сюжет
Сосланный в Долину Аррен Дейемон убивает свою нелюбимую супругу. В Дрифтмарке происходит обручение Рейениры и Лейнора Велариона, что удовлетворяет, наконец, уязвлённое самолюбие лорда Корлиса. Зная о гомосексуальности своего друга детства Лейнора, Рейенира предлагает ему сделку: формально отдать долг короне, произведя на свет наследников, но при этом завести любовников. Возвращаясь вместе с принцессой на корабле в Королевскую гавань, сир Кристон предлагает ей бежать с ним за Узкое Море, а там пожениться и жить инкогнито. Честолюбивая Рейенира отвергает это предложение, чем уязвляет самолюбие сира Кристона.
Прежде чем покинуть Королевскую Гавань, опальный сир Отто предупреждает Алисент, что Рейенира, сделавшись королевой, посчитает угрозой своей власти её детей. Королева расспрашивает Коля о возможной связи Рейениры с Дейемоном, но тот признаётся, что именно он занимался с принцессой любовью. Алисент намеренно опаздывает на свадьбу, войдя в зал в зелёном платье. Ларис Стронг напоминает своему брату Харвину, что зелёный цвет — сигнал, призывающий дом Хайтауэров к войне. Так начинается формирование двух «партий» — сторонников принцессы («чёрных») и королевы («зелёных») На пир прибывает принц Дейемон, встретив там недовольного кузена своей покойной жены, и отвергает его обвинения в убийстве. Любовник Лейнора сир Джоффри Лонмаут, предположив, что сир Кристон вступил с Рейенирой в связь, пытается его шантажировать, но тот забивает его до смерти на глазах шокированных гостей. После того как жених и невеста уединяются, Визерис теряет сознание. Покинув пиршественный зал, сир Кристон собирается покончить с собой, но его останавливает Алисент, получившая, таким образом, нового союзника.

## Премьера и оценки
Премьера пятой серии состоялась 18 сентября 2022 года (тизер вышел 12 сентября). Рецензенты отмечают, что это последняя серия шоу, в которой появляются Милли Олкок и Эмили Кэри в ролях Рейениры Таргариен и Алисент Хайтауэр соответственно (в дальнейшем этих персонажей будут играть Эмма Д’Арси и Оливия Кук).
На сайте-агрегаторе отзывов Rotten Tomatoes эпизод получил рейтинг 85 % при средней оценке 7,5 из 10. Майкл Дикон из The Telegraph оценил его на 5 звёзд из 5, Молли Эдвардс из GamesRadar+ — на 4 звезды, Алек Боджалад из Den of Geek — на 3, Хелен О’Хара из IGN — на 7 баллов из 10. Дикон назвал пятую серию «самой насыщенной и лучшей на сегодняшний день», похвалил сюжетную арку Рейениры. Боджалад раскритиковал развитие в эпизоде линии Кристона Коля, но высоко оценил диалог Рейениры и Лейнора. Многих критиков и простых зрителей возмутила сцена гибели сира Джоффри: авторов сериала обвиняли в том, что они меньше дорожат ЛГБТ-персонажами, чем героями с традиционной сексуальной ориентацией.